# Generalkonsulat des Königreichs Saudi-Arabien in Istanbul
Das Generalkonsulat des Königreichs Saudi-Arabien in Istanbul ist eine Außenstelle der Saudischen Botschaft in der Türkei und bietet die konsularischen Dienstleistungen Saudi-Arabiens.
Die Adresse lautet: Konaklar Mah. Çamlik Cad. Akasyali Sok. No. 6, 4. Levent, Istanbul.
Der derzeitige Leiter des Konsulats als Generalkonsul von Saudi-Arabien in der Türkei ist Musa'd bin Abdulmuhsin Al-Ganawi.
Am 2. Oktober 2018 wurde Jamal Khashoggi im Generalkonsulat ermordet.